# Okres Dondușeni
Dondușeni je okres v severním Moldavsku. Žije zde okolo 38 tisíc obyvatel a jeho sídlem je město Dondușeni. Na severu sousedí s okresem Ocnița, na severovýchodě s Ukrajinou, na východě s okresem Soroca, na jihovýchodě s okresem Drochia, na jihu s okresem Rîșcani a na západě s okresem Edineț.